# Ньон (округ, Франция)
Ньон (фр. Nyons) — округ (фр. Arrondissement) во Франции, один из округов в регионе Рона-Альпы. Департамент округа — Дром. Супрефектура — Ньон.
Население округа на 2006 год составляло 131 197 человек. Плотность населения составляет 76 чел./км². Площадь округа составляет всего 1722 км².